# Cuesta de las Descargas

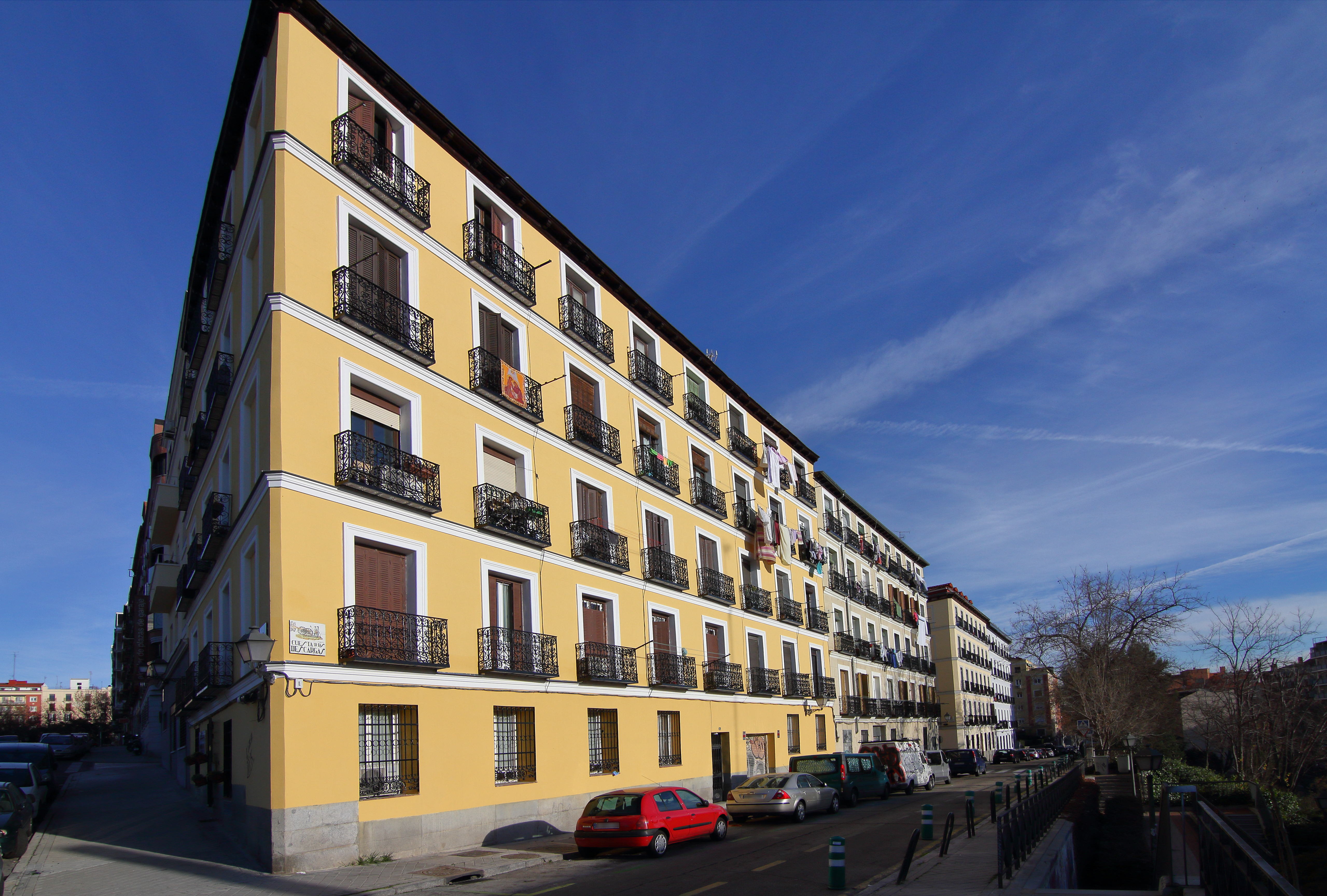
Cuesta de las Descargas, desde calle del Rosario, en 2016

La cuesta de las Descargas es una breve vía de Madrid que desciende desde la calle del Rosario (en el extremo sur del Parque de la Cornisa) hasta la Ronda de Segovia, en el barrio de Palacio de la capital de España. En el agreste conjunto del antiguo cerro de Las Vistillas era, junto con la cuesta de Javalquinto, cuesta de Moros, la cuesta de los Ciegos y la cuesta de la Vega, uno de los sinuosos accesos entre la ciudad medieval y la vega del río Manzanares.

## Historia
En el plano de Texeira y el de Espinosa aparece la vía pero sin nombre. Peñasco y Cambronero en su Guía de las calles de Madrid de 1889, delimitan esta «cuesta entre el Campillo de Gil Imón y el campo».
El cronista Pedro de Répide la situaba, hacia 1920, entre la Ronda de Segovia y la calle de Algeciras, en el barrio de San Francisco del distrito de La latina, y dependiente de las parroquias de San Andrés y San Pedro el Real; también propone Répide que el origen de su nombre fue que  en siglos pasados era uno de los lugares desde donde se disparaban salvas o descargas de artillería en honor de determinadas personas u ocasiones militares, históricas, etc.

### Una cita de Galdós
No falta en el repertorio del Madrid galdosiano, donde el escritor de los Episodios Nacionales describe con una sola pincelada lo abrupto y lo recóndito de esta vía madrileña, que aun así no pasaría desapercibida a su mirada de cronista del Madrid del siglo xix:

... Reiterando la noticia en forma desconsoladora, Eulogia dijo que ya habían pasado más de seis horas desde que se perdió de vista; que sobre las doce, alarmada de la tardanza, había mandado a Colás (un chico de la vecina) en su busca, y que Colás volvió a la una diciendo que, recorridos todos los lavaderos, todos los secaderos, las vueltas, recodos y precipicios de la Mona y Descargas, registrada después la Ronda de Segovia de punta a punta, sin omitir taberna, figón, juego de bolos ni herradero, no había encontrado rastro del señor Capitán.
Los duendes de la camarilla (1903); tercera novela de la cuarta serie de los Episodios Nacionales de Benito Pérez Galdós.

### Miss Cuesta de las Descargas
También el dramaturgo Carlos Arniches recoge el casticismo de esta vía en las humoradas de ¡San Isidro bendito! (sainete ‘rápido’ no incluido en sus Obras completas). La cita aparece en el diálogo que unos ancianos tienen en un «cuartito humilde, limpio y soleado» de La Corrala de la calle del Mesón de Paredes un «día 15 de mayo, claro, florido y glorioso».

VARISTO.-  Y a la Tere, a mi pobre hija, la tiés a la infeliz que no para de llorar. Es una gotera. Su tía anda too el día detrás de ella con una bayeta.

SEÑOR ULOGIO.-  Pero ¿qué os ha pasao pa ese berrinche, remosca?... ¡Qué me tiés en un grito!
VARISTO.-  Pues náa; las injusticias humanas que le repudren a uno. Figúrate que la pobre criatura se había presentao al concurso de belleza pal nombramiento de Miss Cuesta de las Descargas y se lo han birlao después de ser la candidata preferida y seleccionada.
SEÑOR ULOGIO.-  ¡Atiza!... ¡Pobre chica! Pues estará pa que la hagan cosquillas.
VARISTO.-  ¡Carcula!
SEÑOR ULOGIO.-  ¿Y a quién se lo han ajudicao?

VARISTO.-   (Con profundo desprecio.) A la Romualda, la hija de Paco el Cachaba, que es una gata tuberculosa, que la enseñan un peazo e cordilla y maya. ¡Como que ha dao en los datos setenta y dos de cadera y mi chica noventa y cuatro, que es una cosa seria..., que la pués medir si quieres.